# Rich Love
Rich Love è un singolo del gruppo musicale statunitense OneRepublic in collaborazione con i produttori e DJ norvegesi SeeB. È stato scritto da Ryan Tedder, Brent Kutzle e Simen & Espen, questi ultimi hanno anche gestito la produzione. Il 14 luglio 2017 il brano è stato pubblicato per il download digitale.

## Accoglienza
La canzone ha ricevuto pareri discordanti.
Sabrina Finkelstein, della rivista Billboard, ha descritto il singolo come un tropical liscio ed energetico: 
Katrina Rees, di CelebMix, ha invece trovato la canzone infettiva e indice di un lato diverso dello stile OneRepublic. Ha definito la canzone una traccia da ballo con suoni tipicamente anthemici, forse per l'influenza dei Seeb. 
Karlie Powell, di YourEDM, ha giudicato il singolo come un'altra canzone mainstream: 
Erik Mahal, di EDM Sauce, ha lodato le splendide disposizioni vocali, ritenendo infatti le sezioni melodiche molto più vicine allo stile originale dei produttori Seeb.

## Video musicale
Il 29 settembre 2017 sul canale Vevo-YouTube viene pubblicato il video dove vede in mostra Ryan Tedder vagare per la città durante la notte. Mentre cammina lungo un ponte, è accerchiato da numerosi ballerini, che ballano lungo uno sfondo di luci cittadine e fuochi d'artificio che fanno da atmosfera.

## Tracce
1. Rich Love – 3:21 (Ryan Tedder, Simen & Espen)

## Classifiche
| Classifica (2017)              | Posizione massima |
| ------------------------------ | ----------------- |
| Australia                      | 97                |
| Austria                        | 58                |
| Belgio (Fiandre)               | 60                |
| Belgio (Vallonia)              | 73                |
| Canada                         | 80                |
| Germania                       | 64                |
| Irlanda                        | 40                |
| Lituania                       | 5                 |
| Norvegia                       | 7                 |
| Paesi Bassi                    | 89                |
| Polonia                        | 21                |
| Portogallo                     | 69                |
| Regno Unito                    | 84                |
| Repubblica Ceca                | 26                |
| Slovacchia                     | 25                |
| Stati Uniti                    | 114               |
| Stati Uniti (adult pop)        | 24                |
| Stati Uniti (dance/electronic) | 15                |
| Stati Uniti (digital)          | 37                |
| Svezia                         | 10                |
| Svizzera                       | 33                |
| Ungheria                       | 24                |